# Đôn Phong
Đôn Phong là một xã thuộc huyện Bạch Thông, tỉnh Bắc Kạn, Việt Nam.

## Địa lý
Xã Đôn Phong có vị trí địa lý:
- Phía bắc giáp xã Vi Hương và huyện Ba Bể
- Phía đông giáp các xã Lục Bình, Hà Vị và thành phố Bắc Kạn
- Phía nam giáp xã Quang Thuận và xã Dương Phong
- Phía Tây giáp huyện Chợ Đồn.

Xã Đôn Phong có diện tích 127,53 km², dân số năm 2019 là 2.401 người, mật độ dân số đạt 19 người/km².
Trên địa bàn xã có nhiều con suối như: Khuổi Tóc, Khuổi Luổi, Khuổi Cún, Khuổi Lìa, Nậm Cắt, Na Mấm, Nậm Đông, Khuổi Cướp, Nậm Cát.

## Hành chính
Xã Đôn Phong được chia thành 10 thôn bản: Vén, Nà Đán, Đáu, Nà Váng, Chiêng, Vằng Bó, Nà Lồm, Lủng Lầu, Nặm Tốc, Nà Pán.